# ジュリア・ブレイスウェル・フォーカード
ジュリア・ブレイスウェル・フォーカード（Julia Bracewell Folkard、1849年 - 1933年）は、イギリス出身の画家。

## 生涯

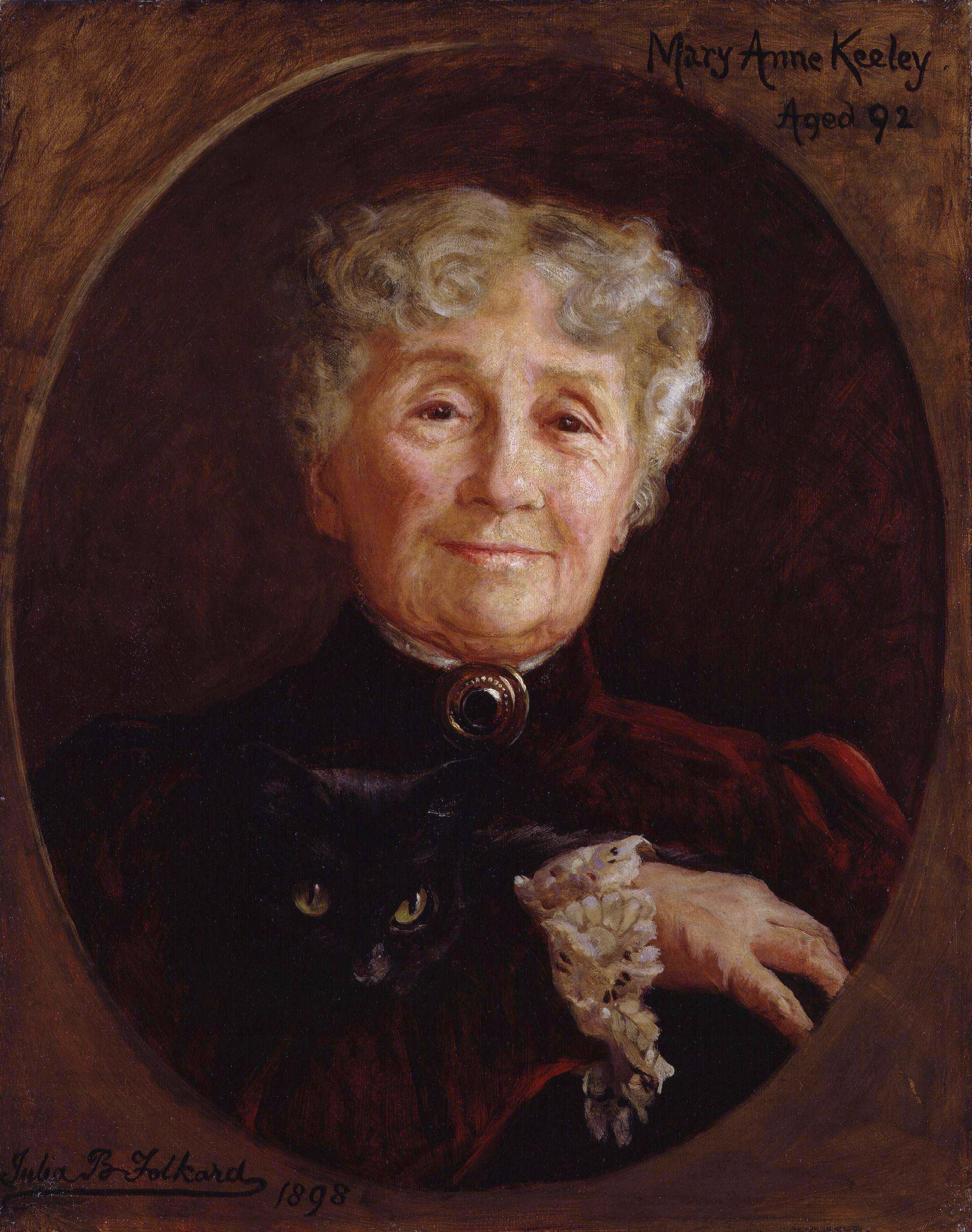
メアリー・アン・キーリー (旧姓: ゴーワード)の肖像画

1849年に生を受け、王立芸術院で学ぶ。1871年、ジュリア・セシリア・スミスとともにシルバーメダルを分かち合った。その年のゴールドメダル受賞者はジェシー・マクレガーである。この結果に伴い、この3人の女性達が王立芸術院の正会員から女性を除外するという規則が如何に愚かであるかを気づかせることになった。
それから肖像画や風俗画を描く画家となった彼女は、1872年より王立芸術院や英国王立芸術家協会に作品を出品する常連となった。彼女の作品である「I Showed Her the Ring and Implored Her to Marry（和訳: 彼女に指輪を見せて結婚を懇願する私）」は1905年に出版された『Women Painters of the World』に掲載された。彼女はフランスのパリで亡くなった。
ブレイスウェルが描いたメアリー・アン・キーリーの肖像画はロンドンの国立肖像画美術館に所蔵されている。